# Alexeï Antonenko
Pour les articles homonymes, voir Antonenko.
Alexeï Kassianovitch Antonenko (en russe : Алексей Касьянович Антоненко) est un aviateur soviétique, né le 23 février 1911 et décédé le 25 juillet 1941. Pilote de chasse et as de la Seconde Guerre mondiale, il fut distingué par le titre de Héros de l'Union soviétique.

## Carrière
Alexeï Antonenko  est né le 23 février 1911 à Vaskovitchi Moghilev. Il rejoignit l'Armée rouge en 1929 et passa son brevet de pilote à l'école militaire navale de Ieïsk.
De juin à septembre 1939, il participa au combat de Khalkin-Gol contre l'empire du Japon. Pendant l'hiver 1939-1940, il prit part aux combats aériens de la Guerre d'Hiver contre la Finlande.
En juin 1941, il servait au 13e régiment de chasse aérienne navale de la flotte de la Baltique (13.IAP-KBF) ), opérant au-dessus de Tallinn et de Léningrad et participant à des opérations d'appui-feu contre des objectifs terrestres. En moins de 30 jours, il devint le premier as naval à obtenir le titre de Héros de l'Union soviétique. 
Il fut tué en combat aérien le 25 juillet 1941.

## Palmarès et décorations

### Tableau de chasse
Alexeï Antonenko est crédité de 11 victoires homologuées en juin-juillet 1941.

### Décorations
- Héros de l'Union soviétique le 14 juillet 1941 ;
- Ordre de Lénine.